# 横浜高速鉄道Y000系電車
横浜高速鉄道Y000系電車（よこはまこうそくてつどうY000けいでんしゃ）は、1999年（平成11年）8月1日に営業運転を開始した横浜高速鉄道が所有し、東急電鉄が運用する通勤形電車。

## 概要
東京急行電鉄（製造当時、現・東急電鉄）こどもの国線で使用されていた初代7000系の老朽取り替え用として、また2000年（平成12年）3月29日からのこどもの国線の通勤線への移行に備えて、1999年（平成11年）に2両編成3本（6両）が東急車輛製造で新製された。車両を所有するのは横浜高速鉄道だが、配置は東急電鉄の長津田検車区であり、運行や整備も東急電鉄が行っている。そのためほぼ同時期に製造された東急3000系1次車をベースに製作されている。

## 外観
車体は軽量ステンレス車体にFRP製の前面を取付けた構造で、前面に非常扉を備える。車体は前面形状も含め東急3000系とほぼ同等となるが、前照灯・尾灯そのものが丸形とされた点、客用扉の数が片側3箇所であること、2両固定編成であり主制御器がSIVと一体になっていること、側面行先表示器を省略したことなどの差異がある。
デザインとしては前面および側面にイエローとスカイブルーのラインを配している。側面のラインはYOKOHAMAの「Y」をアレンジしたものとして「未来への夢と希望に向かって走るこどもの国線」をイメージし、スカイブルーのラインで「ミナト横浜の海と澄みわたった空」をイメージした。
行先表示器はLED式であり、日本語と英語を交互に表示する。また連結面には転落防止幌が設けられており、車外スピーカーも装備している。
安全のため、2011年度に前面手すりの取り外しとステップへの傾斜ブロック取付が行われた。

## 内装
客室についても東急3000系に準じた仕様である。化粧板は線路方向はベージュ系、妻面がライトイエローである。床材はうすい茶色である。
側窓は一枚下降窓と一枚固定窓を1：1で配置している。ドア間は下降窓と固定窓の2連ユニット式とし、車端部は車椅子スペース側が固定窓、優先席側が下降窓となっている。また遮光用にロールカーテンが設置されている。連結面には妻窓を設置した。妻引戸（貫通扉）はない。
車内のつり革高さは床面から1,630mmを基本に、ユニバーサルデザインの一環として一部を100mm低くしている。色は全てアイボリーとした。
側引戸は室内側にイエローの化粧板が貼り付けられており、ドアガラスは室内側に段差のある金属抑え方式である。戸閉装置はベルト駆動式の空気式であり、戸挟み検知機能を備える。
座席はバケットタイプの片持ち式ロングシートであり、1人分の掛け幅は450mm、スタンションポールによって3人分ごとに区切られる。ドア間は12人掛け、車端部は3人掛けとなっており、端には大形の仕切り板がある。当初のモケットは一般部がオレンジ色、優先席部が青色となっていた。また座席は2017年12月に交換されている。この際にモケットも変更され、12人掛けの箇所は3人分ごとに4色に分けられ、向かって左から水色・緑・オレンジ・赤となった。優先席部は水色となっている。
優先席・車椅子スペースは2両とも連結部に設けられ、向かって左側が優先席、右側が車椅子スペースとなる。
非常通報装置は対話式で、各側面と車椅子スペース部に各1台、1両あたり3台設置した。
サービス機器として、ドアチャイム内蔵のLED式車内案内表示器を鴨居部に千鳥配置で設置した。表示器を設置していないドア上部には戸開予告表示灯が設置してある。また、車内自動放送装置を搭載している。
車内に中吊り等の広告枠は確保されているが広告はなく、東急・横浜高速鉄道全線の路線案内のみが掲出される。

## 乗務員室
乗務員室内は、ワンマン運転用機器を設置する関係で線路方向に1,675mmと広めに確保されている。運転台計器盤は東急3000系とほとんど同じ配置である。計器盤は灰色、中央にデッドマン装置付ワンハンドルマスコンがあり、ドア開閉ボタン・乗降促進スイッチ・ホーム監視モニターなどがある。また、計器盤にはモニタ装置（TIS）の画面があり、制御伝送・機器の監視・サービス機器の操作など乗務員支援装置としての機能がある。車掌スイッチは押しボタン式で、開扉は2ボタン、閉扉は1ボタン式である。
乗務員室仕切りは前面窓と同じ配置で3枚窓がある。このうち客室から向かって左側2枚には遮光ガラスが使用され、また遮光幕が設置してある。右端の小窓は透明であり遮光幕もない。

## 主要機器
主制御器・補助電源装置

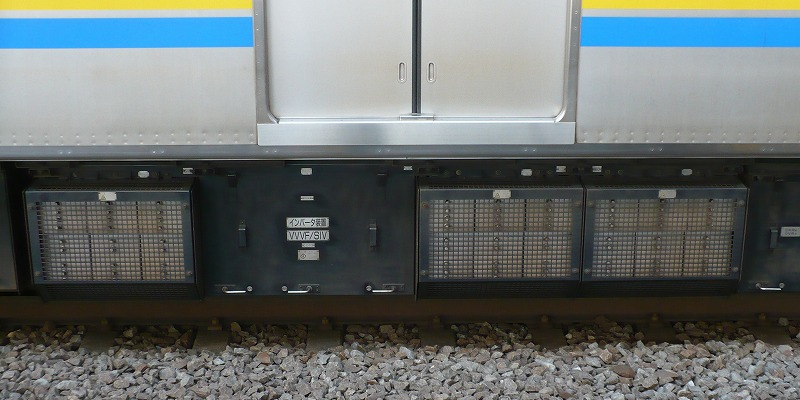
デハY010形に搭載するVVVF・SIV一体型インバータ装置
（東芝製SVF041-A0）

東芝製で、VVVF主制御器とSIV補助電源装置を一体構成としたデュアルモード方式とした。IGBT素子によるインバータユニットを3群設けており、平常時はそのうち2つを主回路制御、1つを補助電源に使用する。補助電源側が故障した際には主回路用のうち1つを補助電源として使用することを可能とし、冗長性を確保している。
- 主回路制御部の制御方式は3レベルPWM方式のVVVFインバータで、1C2M(2群)制御となる[3]。素子の容量は1700V・400Aである[3]。
- 補助電源部は容量80kVA、AC440V/60Hz出力となっている。

台車
東急車輛製造製の軸梁式ボルスタレス台車、TS-1019（電動台車）・TS-1020（付随台車）で、防音車輪を採用した。
またTc車には軌条塗油装置が設けられている。モニタ装置と連携し、曲線部を15km/h以上で走行する際に、レールとフランジが当たる部分に塗布される。
主電動機は190kWの三相かご形誘導電動機、駆動装置はTD継手式の中実軸平行カルダンで歯車比は6.21、東急3000系と同一の仕様となっている。
電動空気圧縮機
レシプロ式で吐出量610L/minのHS5-1形をTc車に2台搭載している。
保安装置

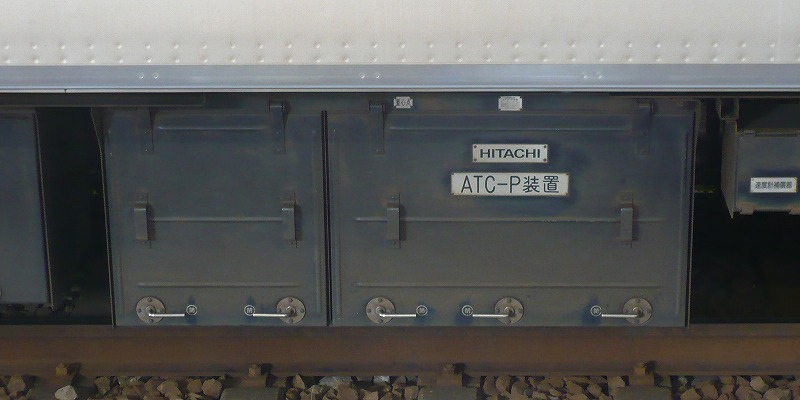
クハY000形に搭載するATC-P装置

ATC-P装置を搭載し、こどもの国線・東急田園都市線で使用する。機器集約化のため、ATC装置本体はTc車のみに搭載、Mc車にはATC増幅器を搭載し、両先頭車間の伝送をモニタ装置で行う。
またTc車には情報伝送装置を搭載している。トランスポンダにより地上と通信することで、ドアの開閉操作をホーム側に限定させる誤開扉機能を持つ。
3000系と異なり、列車無線装置は両先頭車に搭載する。
冷房装置
冷却能力42,000kcal/hの集中式であり、除湿運転、温風暖房機能を備える。車内では補助送風機としてラインデリアが各車6台設けられている。
集電装置
シングルアームパンタグラフPT7108-BをMc車に2台搭載する。電磁カギ外し・バネ上昇・空気下降式で、台枠には避雷器が取り付けられている。

## 編成
|          | ← 長津田 こどもの国 → | ← 長津田 こどもの国 → | 竣工日         | 備考           |
| 形式     | クハY000 (Tc)         | ＜ ＞ デハY010 (Mc)   | 竣工日         | 備考           |
| 機器配置 | CP,BT                 | INV                   | 竣工日         | 備考           |
| 自重     | 28.5 t                | 34.5 t                | 竣工日         | 備考           |
| 定員     | 141 (51)              | 141 (51)              | 竣工日         | 備考           |
| 車両番号 | Y001                  | Y011                  | 1999年8月1日   | うしでんしゃ   |
| 車両番号 | Y002                  | Y012                  | 1999年12月20日 | ひつじでんしゃ |
| 車両番号 | Y003                  | Y013                  | 1999年12月20日 |                |

凡例
- ＜＞：集電装置（シングルアームパンタグラフ）
- INV：インバータ装置（VVVFインバータ+補助電源一体型）
- CP：空気圧縮機（2台搭載）
- BT：蓄電池

## 運用

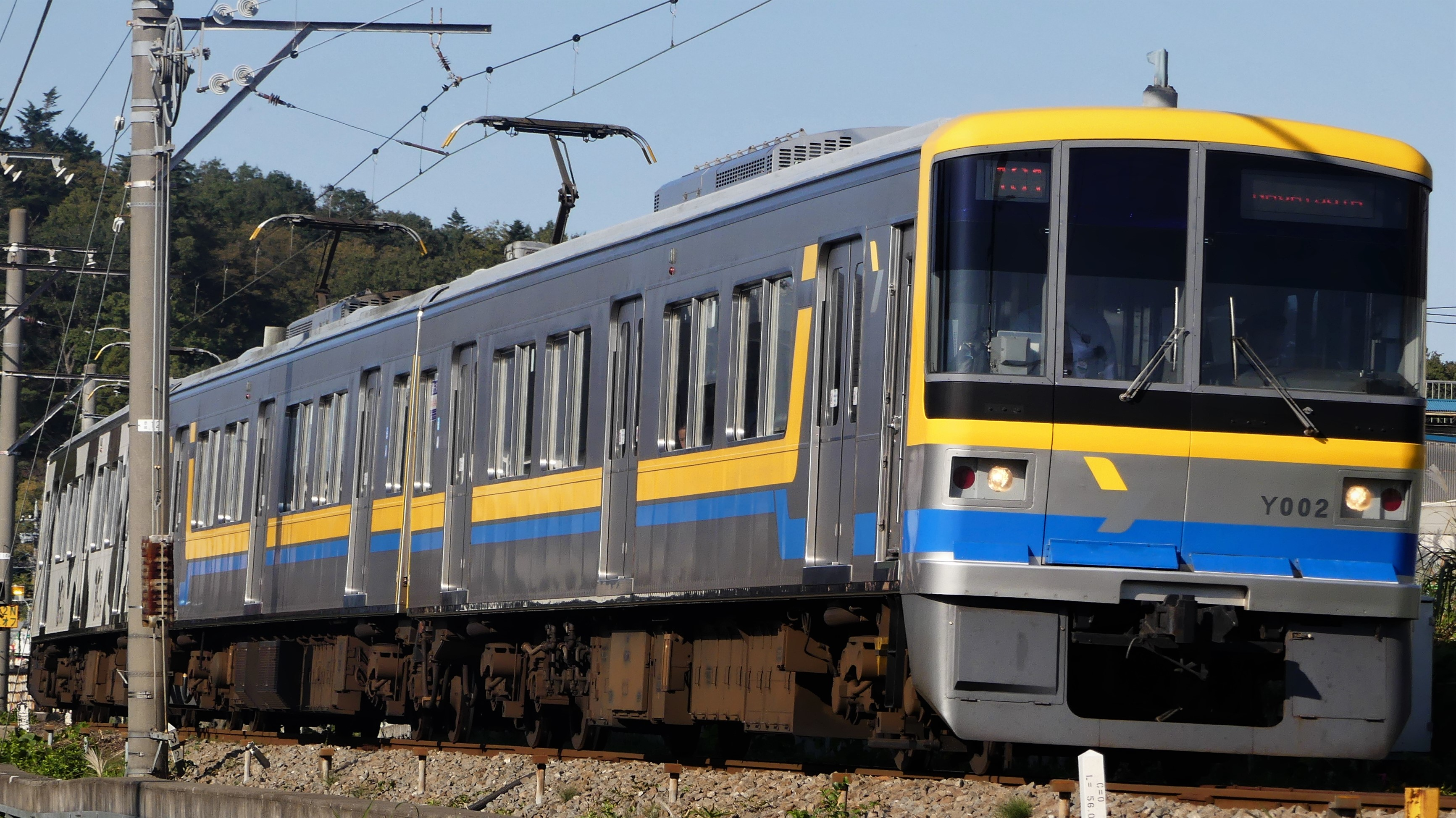
4両編成で運行されるこどもの国線

当系列は長津田検車区に2両編成3本が所属しており、平日朝夕に2本使用（1本予備）、日中および土休日は1本が使用される。
この他、長津田駅や長津田検車区での入換作業の牽引車としても使われている。

### 多客期の対応・臨時列車
こどもの国への来場者が増加するゴールデンウィークや夏休みの週末、また沿線の長津田車両工場でのイベント開催時などの多客期には、列車の本数が通常の20分間隔からラッシュ時並みの10分間隔となるほか、一部の列車が本系列を2本連結した4両編成となる。なお、2002年（平成14年）から2012年（平成24年）までの間は4両編成での運転は実施されなかった。
2009年（平成21年）3月20日から3月22日までの間、本系列による臨時列車「それいけ!!こどもの国GO!」が田園都市線梶が谷駅 - こどもの国駅間で運行された。

## ラッピング車両

### ラッピング電車「うしでんしゃ」

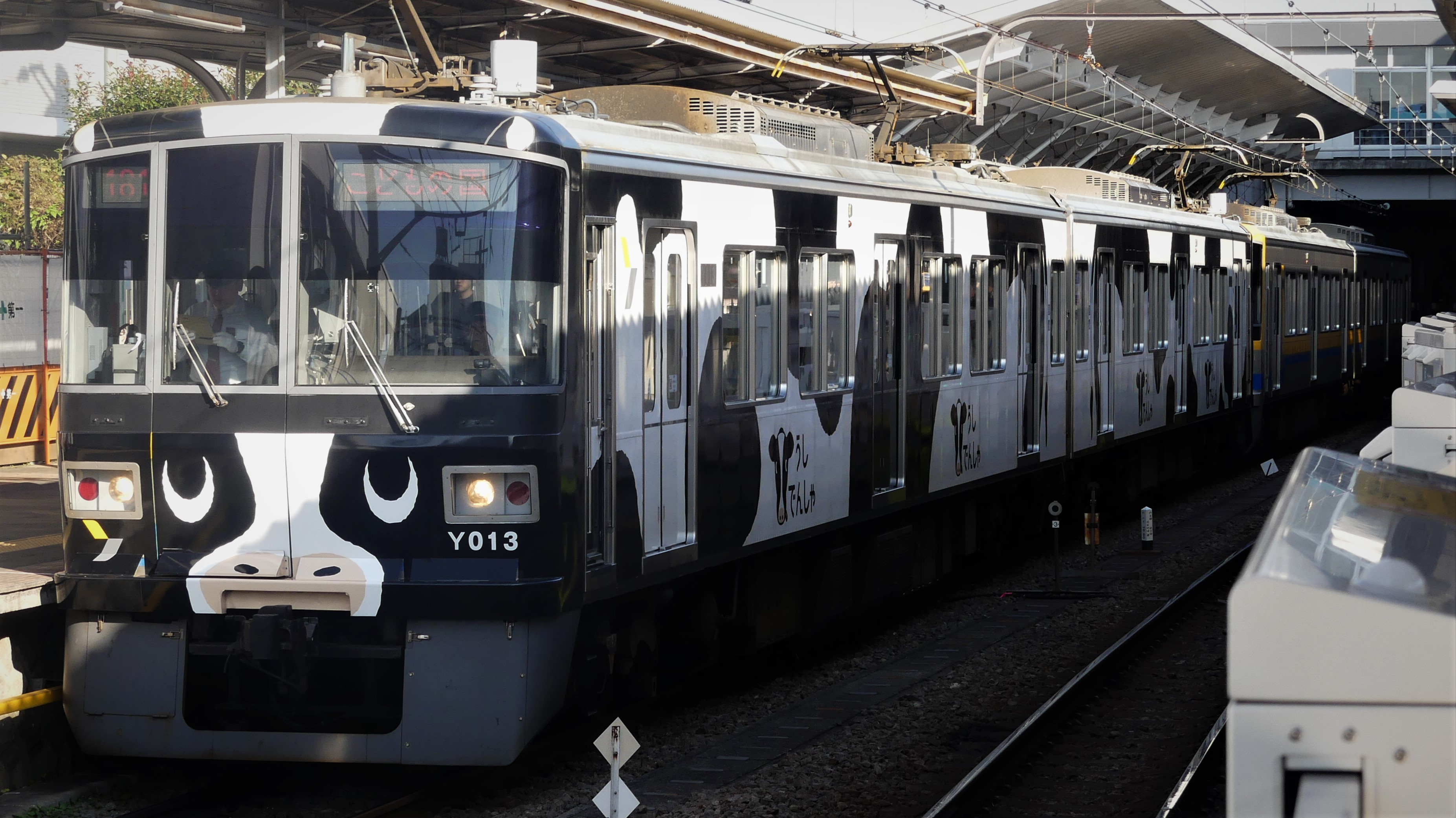
Y003編成「うしでんしゃ」

2018年（平成30年）10月11日から、東急電鉄・こどもの国協会・雪印こどもの国牧場の三者により実施された沿線活性化イベント「こどもの国線楽しモウ～」の一環として、1編成に牛をイメージしたラッピングを施し「うしでんしゃ」として運行されている。
外装ラッピングは雪印こどもの国牧場で飼育されている乳牛のホルスタインをイメージし、2019年（平成31年）2月7日からは内装にも牧場風景をイメージしたラッピングを施した。
当初は2020年（令和2年）3月21日までの期間限定の予定だったが、好評のため継続されている。

当初はY003編成が使用されていたが、2020年春からは入れ替わりでY001編成が使用されている。

### ラッピング電車「ひつじでんしゃ」

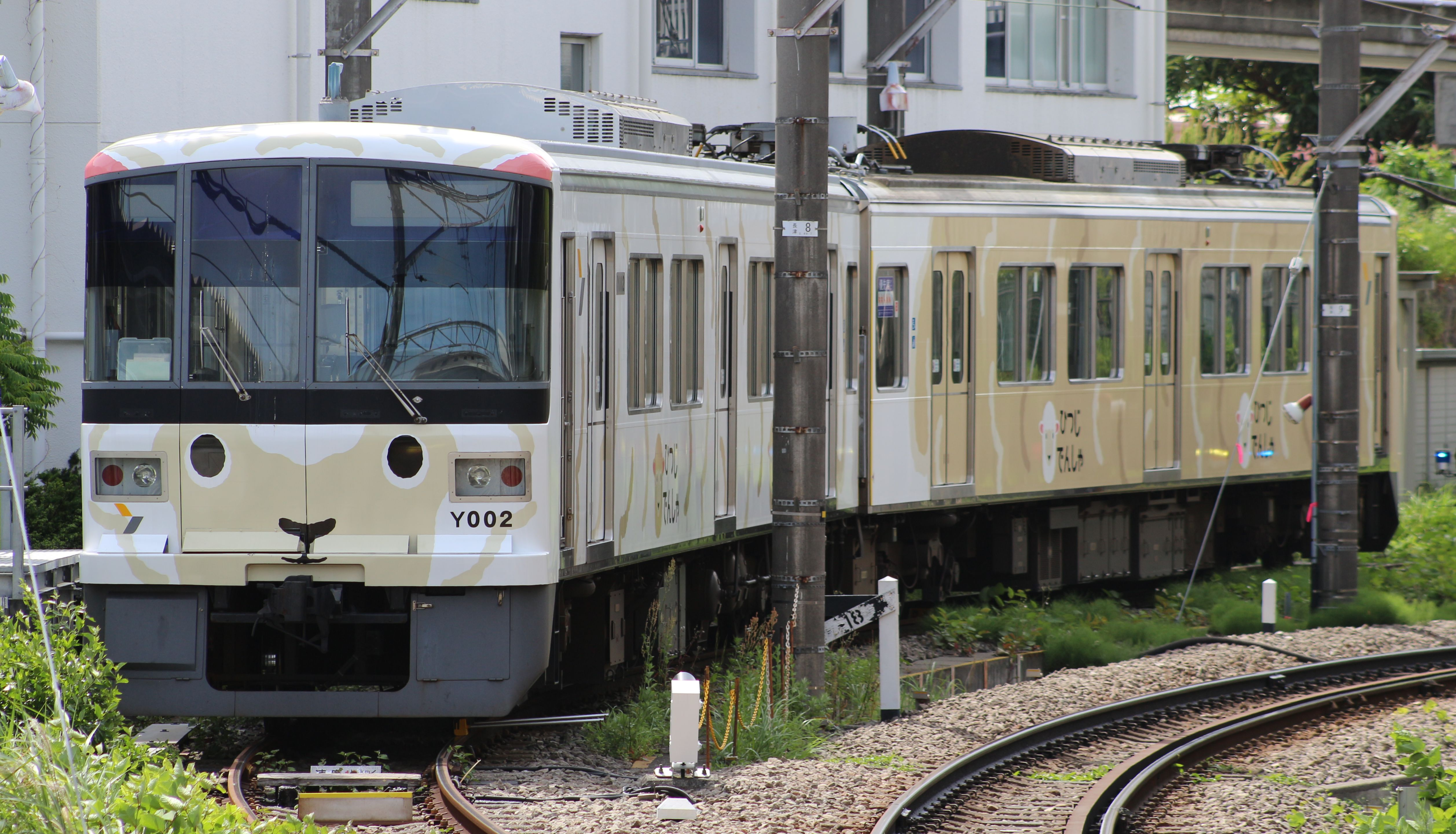
Y002編成「ひつじでんしゃ」

「うしでんしゃ」が好評のため、2020年（令和2年）3月29日より東急電鉄・こどもの国協会・雪印こどもの国牧場の三者による共同企画として、Y002編成にこどもの国牧場の羊をイメージしたラッピングを施し、「ひつじでんしゃ」として増備した。
外装は羊をイメージしたラッピングとなり、長津田側車両はホワイト、こどもの国側の車両はブラウンを基調としている。内装も「うしでんしゃ」と同様に牧場風景をイメージしたラッピングを施している。